# Rete tranviaria di New Orleans
La rete tranviaria di New Orleans (in inglese New Orleans Streetcar System, IPA: [(nuː ˈɔːrlᵻnz ˈstritˌkɑr ˈsɪstəm]) è la rete tranviaria che serve la città statunitense di New Orleans, nello Stato della Louisiana. La rete è gestita dal 1983 dall'azienda New Orleans Regional Transit Authority (RTA).
La rete è lunga 35,9 km si compone di 5 linee: la linea St. Charles, aperta nel 1835, la linea Canal-Cemeteries e la linea Canal-City Park/Museum, originariamente attive tra il 1861 e il 1964 e successivamente riattivate nel 2004, la linea Riverfront, aperta nel 1988, e la linea Rampart-St. Claude, aperta nel 2013.
La linea St. Charles Streetcar è stata dichiarata monumento storico nazionale nel 2014.

## La rete
| Linea                        | Percorso                                              | Apertura | Lunghezza | Fermate |
| ---------------------------- | ----------------------------------------------------- | -------- | --------- | ------- |
| Linea St. Charles            | Canal and Carondelet Streets ↔ South Claiborne Avenue | 1835     | 21,2 km   | 58      |
| Linea Canal-Cemeteries       | Harrah's Casino ↔ Cemeteries                          | 2004     | 8,9 km    | 29      |
| Linea Canal-City Park/Museum | Harrah's Casino ↔ City Park and Museum of Art         | 2004     | 8,9 km    | 30      |
| Linea Riverfront             | French Market ↔ John Churchill Chase                  | 1988     | 3,2 km    | 9       |
| Linea Rampart-St. Claude     | Elysian Fields Avenue Union ↔ Passenger Terminal      | 2011     | 2,6 km    | 12      |